# Tony Matterhorn
Tony Matterhorn, född Dufton Taylor Jr. 9 mars 1972 i Kingston, Jamaica, är en reggae- och dancehall-artist, som fick sitt genombrott med låten "Dutty Wine" och har på senare år samarbetat med artister som  Elephant Man, Wyclef Jean och SUN aka Geisa.

## Diskografi
Album
- 2007 – Dancehall Draft Picks 2007

Singlar (urval)
- 2004 – "All About Dancing" / "Freak Side Riddim"
- 2006 – "Dutty Wine (Clean Version)" / "Dutty Wine (Dirty Version)"
- 2006 – "Goodas (Edited)" / "Goodas (Unedited)"
- 2006 – "Cockey Partner" / "Partner Draw"
- 2006 – "Man From Mars" / "Sidewalk University (Version)"
- 2011 – "Dutty Wine (Part Few!)"
- 2011 – "Dancehall Duppy"